# Костюченко, Сергей Петрович
Сергей Петрович Костюченко (укр. Сергій Петрович Костюченко; 16 апреля 1977, Новоград-Волынский — 10 июня 2022, Бахмут) — украинский военнослужащий, старший сержант, участник российско-украинской войны. Герой Украины (2024, посмертно).

## Биография
Родился 16 апреля 1977 года в городе Новоград-Волынский (ныне Звягель) Житомирской области. В 1995 году начал срочную службу во внутренних войсках специального назначения, в подразделении «Ягуар», где занимал должность заместителя командира штурмового взвода. В 1997 году получил «краповый берет» — высшую награду спецназа.
Во время полномасштабного вторжения России в Украину служил старшим сержантом в отделении взвода огневой поддержки 54-й отдельной разведывательной бригады.
Погиб 10 июня 2022 года в районе города Бахмут Донецкой области, выполняя боевое задание. В результате артиллерийского обстрела он закрыл своим телом вход в укрытие, приняв на себя осколки и тем самым спас большинство членов своей разведывательной группы. 
У него остались жена и дочери.

## Награды
- Звание «Герой Украины» с удостоением ордена «Золотая Звезда» (15 июля 2024, посмертно) — за личное мужество и героизм, проявленные в защите государственного суверенитета и территориальной целостности Украины, верность военной присяге[1].
- Орден «За мужество» II степени (13 июля 2022, посмертно) — за личное мужество и самоотверженные действия, проявленные в защите государственного суверенитета и территориальной целостности Украины[2].
- Орден «За мужество» III степени (24 марта 2022) — за личное мужество и самоотверженные действия, проявленные в защите государственного суверенитета и территориальной целостности Украины, верность военной присяге[3].